# Ivrea
Ivrea é uma comuna italiana da região do Piemonte, província de Turim, com cerca de 23.507 habitantes. Estende-se por uma área de 30 km², tendo uma densidade populacional de 784 hab/km².
Faz fronteira com Chiaverano, Montalto Dora, Burolo, Bollengo, Cascinette d'Ivrea, Fiorano Canavese, Banchette, Salerano Canavese, Pavone Canavese, Albiano d'Ivrea, Romano Canavese, Strambino, Vestignè.
Junto ao Lago Sírio localiza-se a Società Canottieri Sirio, associação fundada em 1887, promovendo actividades desportivas, recreativas e culturais.
No período romano foi chamada Eporédia (Eporedia).
Ivrea inclui património edificado classificado pela UNESCO como Património Mundial desde 2018, no sítio denominado "Ivrea, cidade industrial do século XX".

## Pessoas ligadas à Ivrea
- Adalberto da Itália (931-975) rei da Itália
- Roberto Accornero, (1957) ator

## Demografia
| Variação demográfica do município entre 1861 e 2011                               |
|                                                                                   |
| Fonte: Istituto Nazionale di Statistica (ISTAT) - Elaboração gráfica da Wikipedia |

## Cultura
- Castelo de Ivrea
- Ponte Vecchio (Ivrea)